# 269P/Jedicke
269P/Jedicke, komet Jupiterove obitelji